# Philibert-Louis Debucourt

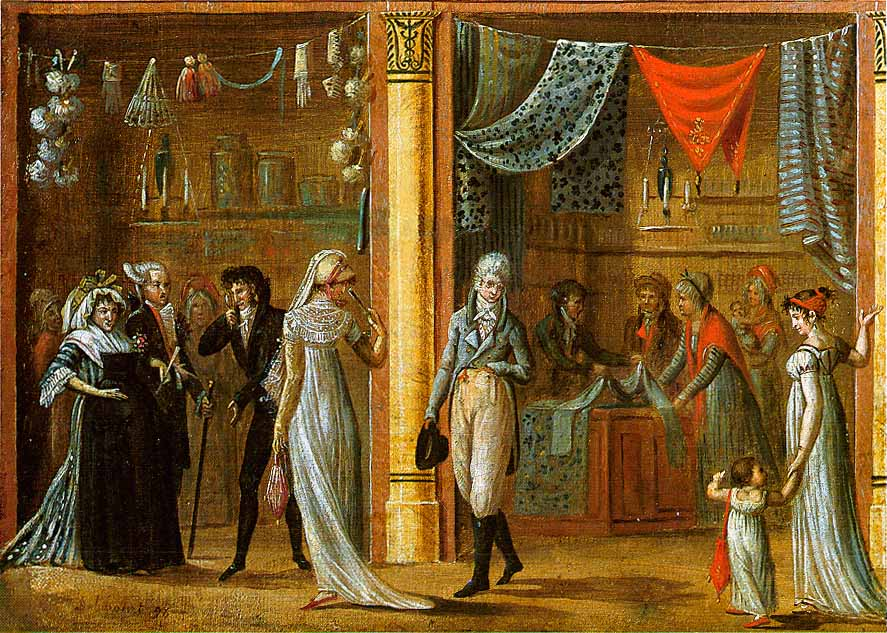
Strandpromenad i galleriet vid det kungliga palatset, akvatint från 1798.

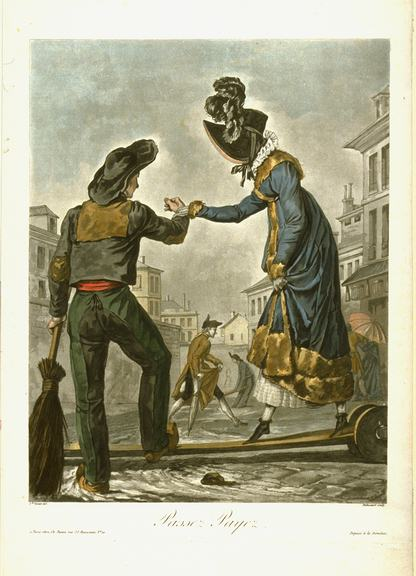
Passez Payez, handmålad akvatint efter Carle Vernet, 1818.

Philibert-Louis Debucourt, född 1755 i Paris, död 1832 i Belleville i Seine, Frankrike, var en fransk målare och grafiker, en av de främsta mästarna inom färggravyren. Med en skarp och humoristisk blick skildrade han den eleganta världen i tekniskt virtuosa färggraderingar.

## Biografi
Debucourt elev till Joseph-Marie Vien. Han utförde några tavlor i mezzotint, såsom Heureuse famille, det Benediction de la mariée och Cruche cassée, efter egna teckningar. De flesta av hans arbete var dock i akvatint. Han blev den ledande grafikern av flerfärgstryck, och kombinerade laseringar av akvatint med linje-gravyr. Han använde ett antal olika tekniker, men de flesta var trefärgstryck kombinerat med en fjärde matris, som beskrev teckningen i svart.
Några av hans arbete var satiriska, såsom La Promenade publique, en akvatint från 1792 som visar en folkmassa i trädgårdarna Palais-Royal. Förutom arbeten från egena teckningar, gjorde han aquatints efter Carle Vernet, inklusive Häst skrämd av ett lejon, Häst skrämd av blixt och Strövande jägare.
Debucourt biträddes under några år av sin elev och brorson, Jean-Pierre-Marie Jazet.

### Allmänna källor
- Bra Böckers lexikon, 1974